# Tengere zandmuur
Tengere zandmuur of slanke zandmuur (Arenaria leptoclados, synoniemen: Arenaria serpyllifolia subsp. leptoclados,  Arenaria serpyllifolia subsp. tenuoir) is een eenjarige plant uit de anjerfamilie (Caryophyllaceae). De soort staat op de Nederlandse Rode lijst van planten als vrij zeldzaam en stabiel of toegenomen. De plant komt van nature voor in Europa. Het aantal chromosomen is 2n = 20.
De plant wordt 2 - 25 cm hoog. De dof donkergroene, eironde, spitse, aan de rand gewimperde bladeren zijn 2,5 - 8 mm lang en alleen de onderste bladeren zijn gesteeld. Ze hebben drie tot vijf nerven. De dunne stengels hebben vrij lange leden.
Tengere zandmuur bloeit van mei tot in de herfst met witte bloemen. De vijf kroonbladen zijn 1,1 - 1,6 mm lang en de kelkbladen 2,5 - 3,1 (3,5) mm.
De smal kegelvormige, tot 3 mm grote vrucht is een dunwandige, met tanden openspringende doosvrucht, die bij het samendrukken zonder geluid openspringt. Dit in tegenstelling tot gewone zandmuur. De 0,4 tot 0,45 mm grote zaden zijn knobbelig en hebben geen aanhangsel.

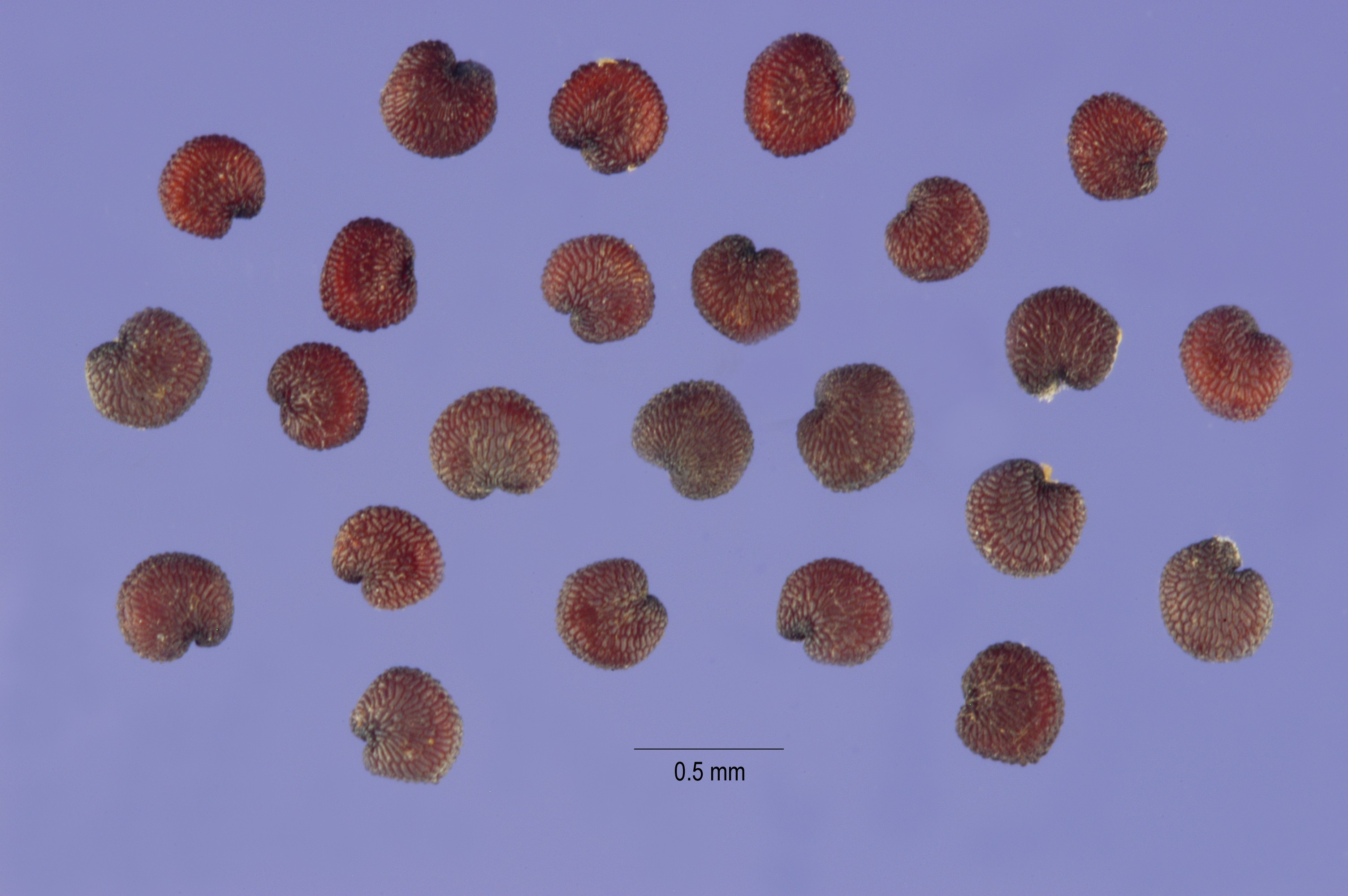
Zaden

Tengere zandmuur komt voor op droge, matig voedselrijke, kalkrijke grond en op akkerland met zandige klei of löss.

## Namen in andere talen
- Duits: Dünnstengeliges Sandkraut
- Engels: Lesser Thyme-leaved Sandwort
- Frans: Sabline grêle